# بيت شوتر (المحويت)

تعديل مصدري - تعديل

بيت شوتر هي إحدى قرى عزلة العرقوب بمديرية المحويت التابعة لمحافظة المحويت، بلغ تعداد سكانها 206 نسمة حسب تعداد اليمن لعام 2004.
وكما يشهد لهم التاريخ في اصالتهم وحصونهم التراثيه 
الشاهقه